# Marquesado de Castellbell
El marquesado de Castellbell es un título nobiliario español creado el 7 de julio de 1702 por el rey Felipe V a favor de José de Amat Planella y Despalau, hijo de Joan de Amat i Despalau y de su esposa, Francesca de Planella i Eril.
Este título recibió la Grandeza de España el 31 de diciembre de 1924 por parte del rey Alfonso XIII a favor de María de los Dolores de Cárcer y de Ros, VII marquesa de Castellbell.
Su denominación hace referencia a la localidad de Castellbell, provincia de Barcelona.

## Marqueses de Castellbell
|                       | Titular                                  | Periodo               |
| Creación por Felipe V | Creación por Felipe V                    | Creación por Felipe V |
| --------------------- | ---------------------------------------- | --------------------- |
| I                     | José de Amat Planella y Despalau         | 1702-1715             |
| II                    | José de Amat y Junyent                   | 1715-1777             |
| III                   | Cayetano de Amat y Rocabertí             | 1777-1792             |
| IV                    | Manuel Cayetano de Amat y Peguera        | 1794-1846             |
| V                     | Cayetano María de Amat y Amat            | 1848-1869             |
| VI                    | Joaquín de Cárcer y de Amat              | 1869-1923             |
| VII                   | María de los Dolores de Cárcer y de Ros  | 1924-1939             |
| VIII                  | Salvador de Vilallonga y Cárcer          | 1940/1953-1974        |
| IX                    | José Luis de Vilallonga y Cabeza de Vaca | 1979-2007             |
| X                     | John Alfonso de Vilallonga y Scott-Ellis | 2008-actual titular   |

## Historia de los marqueses de Castellbell

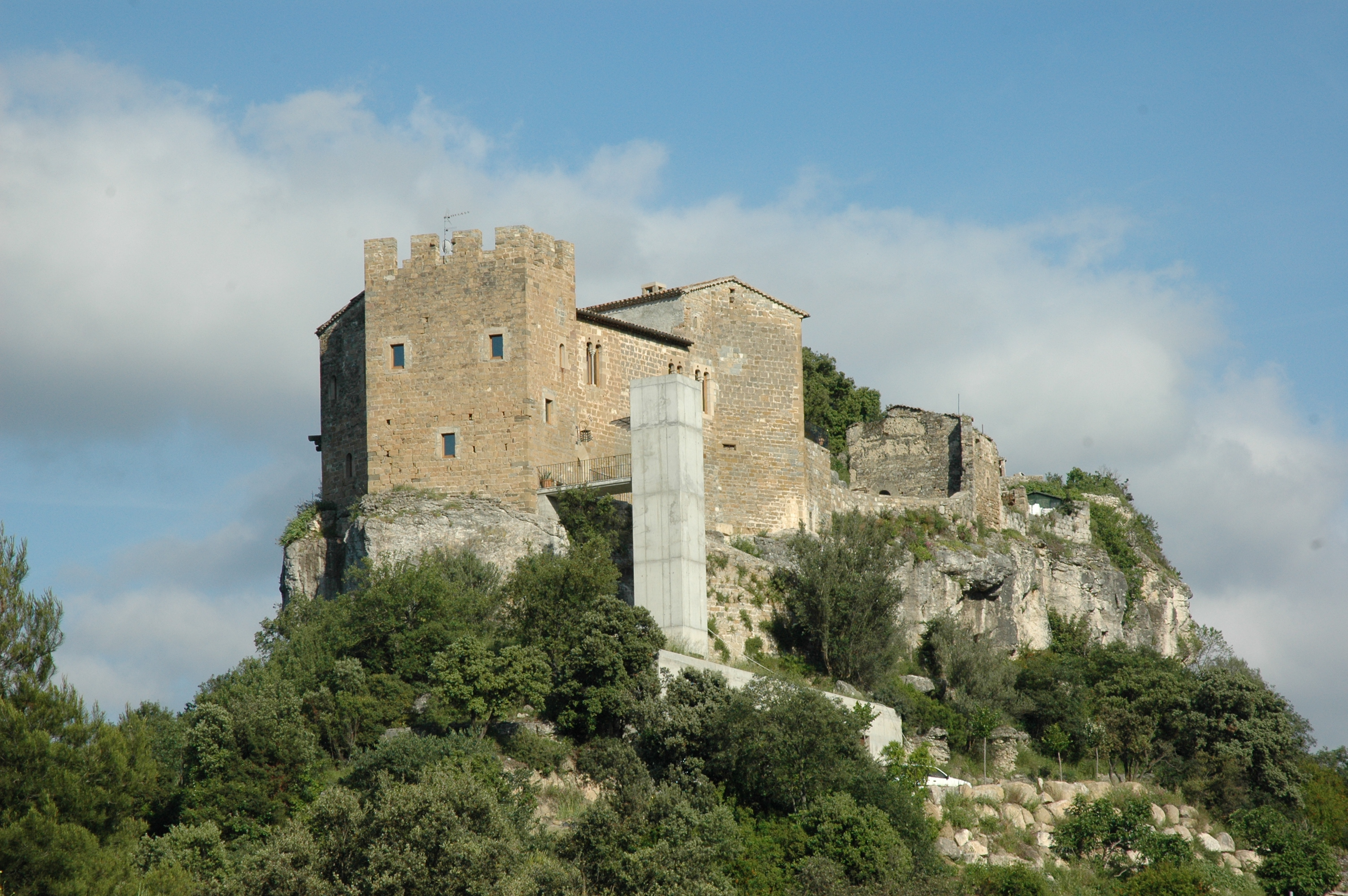
Castillo de Castellbell, en Castellbell y Vilar, provincia de Barcelona

- José de Amat Planella y Despalau (m. 24 de mayo e 1715), I marqués de Castellbell.[2]

Casó con María Ana Junyent y Vergós, hija de Francisco de Junyent y de Vergós, I marqués de Castellmeyá.  Le sucedió su hijo:
- José de Amat y Junyent (m. 1777), II marqués de Castellbell,[2] y III marqués de Castellmeyá.[4]

Casó con Ana de Rocabertí y Descatllar. Le sucedió su hijo:
- Cayetano de Amat y Rocabertí (m. 1792), III marqués de Castellbell[2] y IV marqués de Castellmeyá.[4]

Casó en primeras nupcias con Eulalia de Cruilles y Rocabertí (m. 1775). Contrajo un segundo matrimonio con María Antonia de Peguera y Armengol. En 18 de diciembre de 1794, le sucedió, de su segundo matrimonio, su hijo:
- Manuel Cayetano de Amat y Peguera (1777-1846), IV marqués de Castellbell[2] y V marqués de Castellmeyá.[4]

Casó. el 11 de diciembre de 1798, con su prima hermana Escolástica de Amat y Amat. Le sucedió su hijo en 22 de octubre de 1848:
- Cayetano María de Amat y Amat /(m. 1868), V marqués de Castellbell,[2] VI marqués de Castellmeyá[4] y IV barón de Maldá y Maldanell.

Sin descendientes. Le sucedió su sobrino en 20 de octubre de 1869:
- Joaquín de Cárcer de Amat y Junyent (1835-12 de septiembre de 1923), VI marqués de Castellbell,[2] VII marqués de Castellmeyá,[4] barón de Pau y barón de Talamanca.

Casó con María de la Concepción Oriola y Cortada. Sin descendientes. En 28 de octubre de 1924, le sucedió su sobrina, hija de José de Cárcer de Amat, IV barón de Maldá y Maldanell (1836-1905), y de su esposa Joséfa María de Ros y de Cárcer (1841-1892).
- María de los Dolores de Cárcer y de Ros (1867-7 de enero de 1939), VII marquesa de Castellbell, grande de España,[2] VIII marquesa de Castellmeyá[5] y VI baronesa de Maldá y Maldanell.

Casó, el 5 de junio de 1887, con Luis de Vilallonga y Sentmenat, barón de Segur. Le sucedió su hijo en 23 de enero de 1953:
- Salvador de Vilallonga y de Cárcer (8 de octubre de 1891[5]-25 de febrero de 1974), VIII marqués de Castellbell, grande de España,[2] IX marqués de Castellmeyá, VII barón de Maldá y Maldanell, II barón de Segur, gentilhombre grande de España con ejercicio y servidumbre del rey Alfonso XIII.

Casó, el 30 de abril de 1919, en Madrid, con María del Carmen Cabeza de Vaca y Carvajal, hija de Vicente Cabeza de Vaca y Fernández de Córdoba, VI marqués de Portago y de Ángela Carvajal y Jiménez de Molina, XI condesa de la Mejorada. En 22 de junio de 1979, le sucedió su hijo:
- José Luis de Vilallonga y Cabeza de Vaca (1920-2007), IX marqués de Castellbell.[2]

Casó en primeras nupcias, el 27 de septiembre de 1945, con  Priscilla Scott-Ellis (1916-1983). Contrajo un segundo matrimonio en 1974, con Sylianne Stella y Morell. Casó en terceras nupcias, el 6 de octubre de 1999, con María Begoña Aranguren Gárate. En 28 de octubre de 2008, le sucedió, de su primer matrimonio, su hijo:
- John Alfonso de Vilallonga y Scott-Ellis (n. 1947), X marqués de Castellbell.[2][6]